# Juan Francisco Giacobbe
Juan Francisco Giacobbe (* 27. März 1907; † 31. Januar 1990) war ein argentinischer Komponist und Musikwissenschaftler.
Giacobbe studierte bis 1928 am Conservatorio Nacional de Música y Arte Escénico, danach byzantinische Hymnologie und gregorianischen Gesang im Kloster Santa Maria del Monte in Cesena. Er wirkte als musikalischer Berater am Teatro Nacional Cervantes, war Gründer und Generaldirektor des Instituto Provincial de Arte de La Plata, Dirkctor der Escuela Superior de Bellas Artes an der Universidad Nacional de Córdoba und Direktor des Conservatorio Nacional de Música y Arte Escénico. Er verfasste Biografien von Gioacchino Rossini (1942), Frédéric Chopin (1943) und Julián Aguirre und komponierte mehr als 200 Werke, darunter Siete Imágenes de Tango, eine Missa brevis und Nuestra Señora de Lujá.
Darüber hinaus betätigte sich Giacobbe als Philosoph, Dichter, Dramatiker, Regisseur, Theaterleiter, Klavier- und Orgellehrer. 1940 wurde er von der Comisión Nacional de la Cultura ausgezeichnet, 1989 erhielt er ein Ehrendiplom der Fundacion Konex als Musikwissenschaftler.